# Donauversinkung

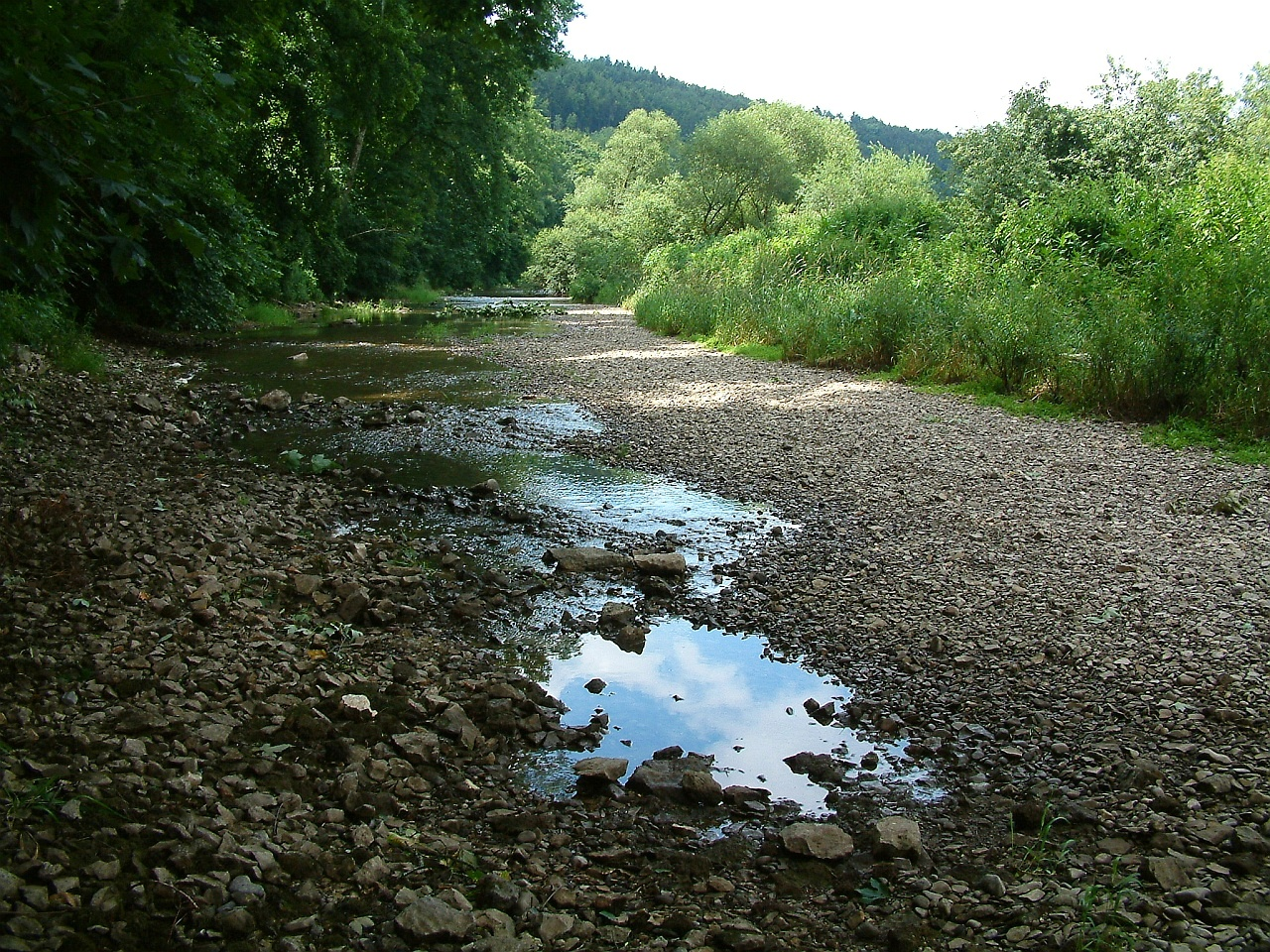
Versinkungsstellen der Donau bei Immendingen

Die Donauversinkung oder Donauversickerung ist eine unterirdische unvollständige Flussanzapfung der Oberen Donau. Im Landkreis Tuttlingen – zwischen Immendingen und Möhringen und bei Fridingen – versinkt Wasser der Donau an mehreren Stellen in verkarsteten Schichten des Oberen Juras. Die Hauptversinkungsstelle liegt am Gewann Brühl zwischen Immendingen und Möhringen etwa bei Flusskilometer 2753,5. Der Bereich ist Teil des Naturparks Obere Donau.
Das versinkende Wasser unterquert die Europäische Hauptwasserscheide, tritt überwiegend im Aachtopf wieder zutage und fließt über die Radolfzeller Aach, den Untersee des Bodensees und den Rhein in die Nordsee. Zeitweise versinkt das Donauwasser vollständig, womit der Oberlauf der Donau zum Zufluss des Rheins wird. Bei unvollständiger Versinkung ist die Donauversinkung eine Bifurkation zwischen Nordsee und Schwarzem Meer.

## Versinkung oder Versickerung
Veröffentlichungen zur Regionalen Geologie beschreiben die Flussschwinden als Versinkung oder als Versickerung oder benutzen beide Begriffe. Die Akademie für Geowissenschaften und Geotechnologien zeichnete 2006 die Donauversickerung als Nationales Geotop aus; das Landesamt für Geologie, Rohstoffe und Bergbau veröffentlichte 2021 eine Kurzbeschreibung zur Donauversinkung im Brühl bei Immendingen. In der Topographischen Karte waren die Flussschwinden 2024 – je nach Maßstab – als Donauversinkung oder als Donau (Versickerung) beschriftet.
Der Geologe Werner Käß benutzt in seiner Monografie über das Donau-Aach-System den Begriff Versickerung und begründet dies mit der Art der Schluckstellen: Das Wasser dringe in den Untergrund über die Flusssohle mit durchschnittlich 50 Millimeter großen Kieselsteinen oder über Felsklüfte mit maximal 2 Zentimeter Weite ein. Er verweist unter anderem auf die DIN 4049 (Hydrologie) in der Ausgabe von 1954, die Versickerung als „ein Eindringen von Wasser durch enge Hohlräume in das Erdreich“ definiert, „während Versinkung durch weite Hohlräume vor sich geht“. In der DIN-Ausgabe von 1979 waren keine Definitionen mehr enthalten.
Dem Historiker Ludger Syré zufolge werden die Flussschwinden gemeinhin als Donauversinkung bezeichnet, seltener, aber zutreffender sei Donauversickerung.

## Versinkungsstellen
An drei Stellen des Donaulaufs liegen Schlucklöcher mit wahrnehmbaren Versinkungen:
- bei Immendingen
- die Hauptversinkungsstellen am Brühl zwischen Immendingen und Möhringen
- in der Flussschleife unterhalb von Fridingen

Zudem gibt es in Teilbereichen des über 30 Flusskilometer langen Abschnitts der Donauversinkung eine diffuse Versickerung.
Schlucklöcher können sich bemerkbar machen durch Strudeltrichter im Wasser oder durch gurgelnde Geräusche. Manche Schlucklöcher sind kleine Spalten am Ufer, in die Wasser einfließt. Zeitweise können sich an Schlucklöchern erhebliche Mengen von Getreibsel anhäufen.

### Immendingen

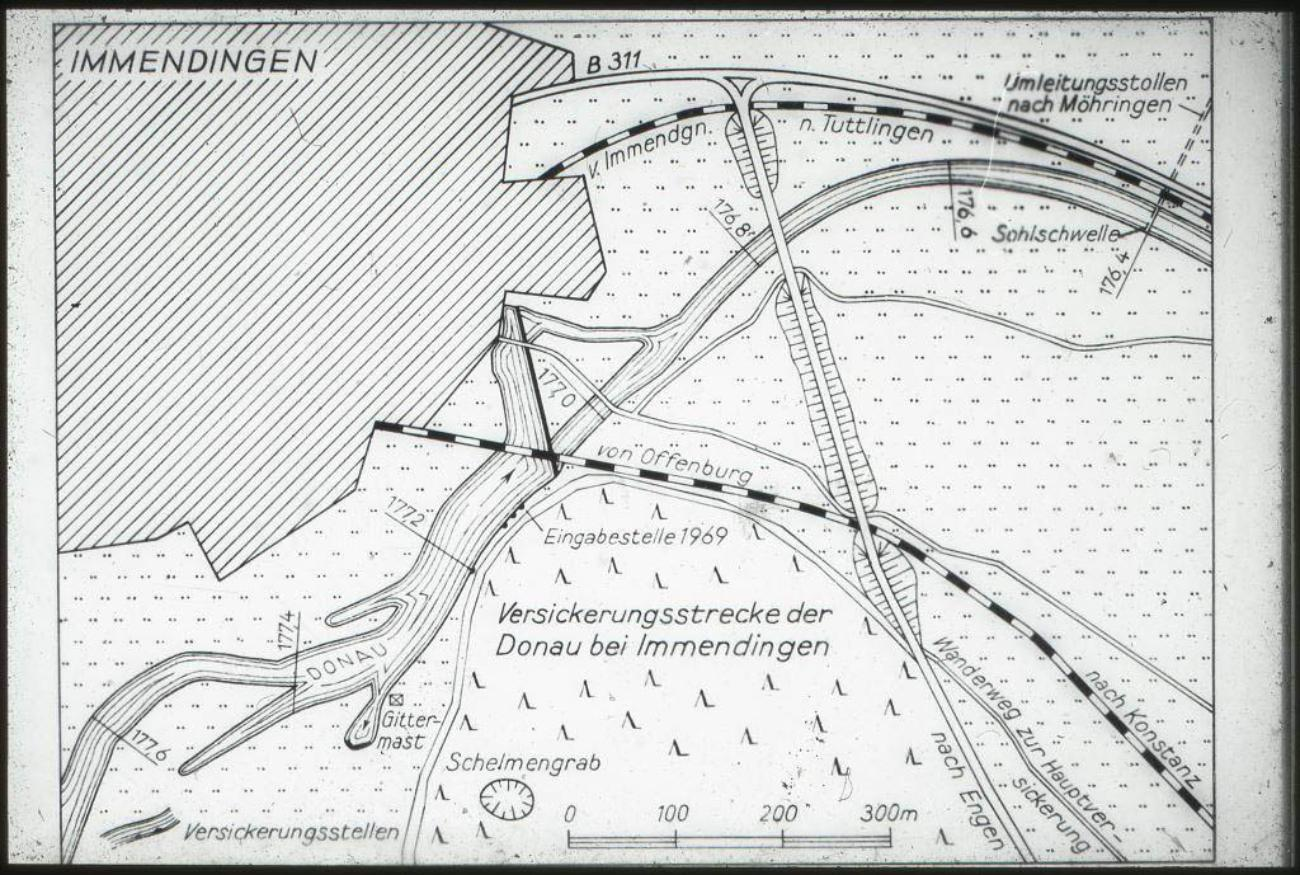
Versinkungsstellen bei Immendingen

Die Immendinger Versinkungsstellen liegen auf einer Länge von 150 Metern am rechten Flussufer zwischen der Ziegelhütte ⊙ und der Donaubrücke der Schwarzwaldbahn. Hier fließt die Donau am rechten Hang ihres Tals, an dem die Wohlgeschichtete Kalk-Formation (Oxford-Kalke) ansteht. Direkt unterhalb der Brücke liegt das Wehr ⊙ der früheren Maschinenfabrik Immendingen. Vor dem Bau des Wehrs 1815 waren keine Versinkungsstellen in Immendingen bekannt. Beim Bau der Bahnlinie wurde das Wehr 1866 so umgebaut, dass sich der Stauraum des Wehrs vergrößerte, wodurch zusätzliche Versickerungsstellen freigelegt wurden. Die Versinkungsstellen können von der Straße am Südufer der Donau beobachtet werden.
Im Mittel versinken in Immendingen 1,4 bis 2,0 m³/s. In sehr trockenen Sommern kann es vorkommen, dass die Donau bereits in Immendingen trockenfällt. Dies war in den Jahren 1911, 1921, 1928, 1947 und 2011 der Fall. Unter dem Einfluss der Versinkung fällt der Grundwasserspiegel in der Donauaue schon oberhalb von Immendingen unter den Wasserspiegel des Flusses, so dass Flusswasser im Talkies versickert.

### Brühl

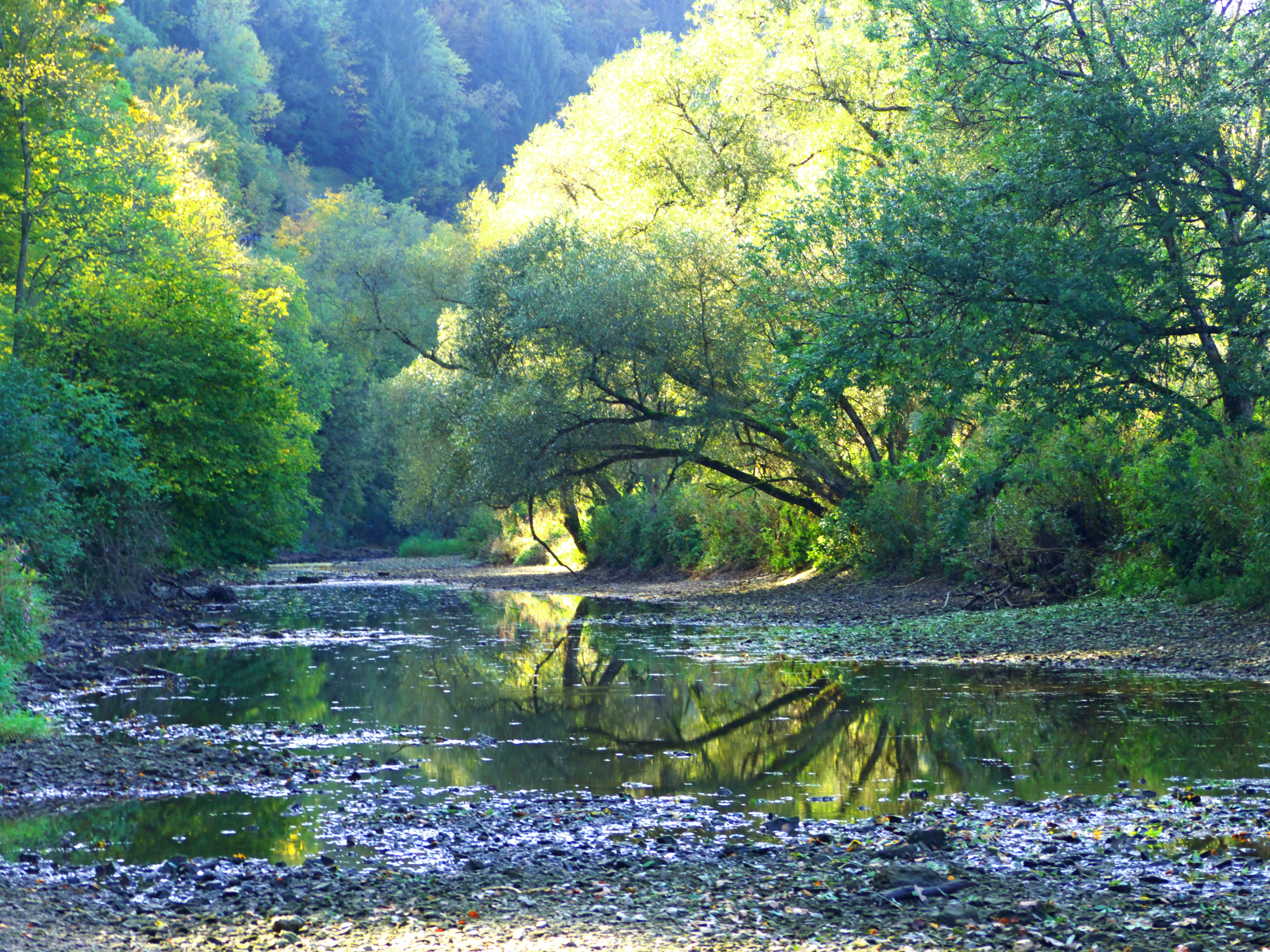
Wasserlachen
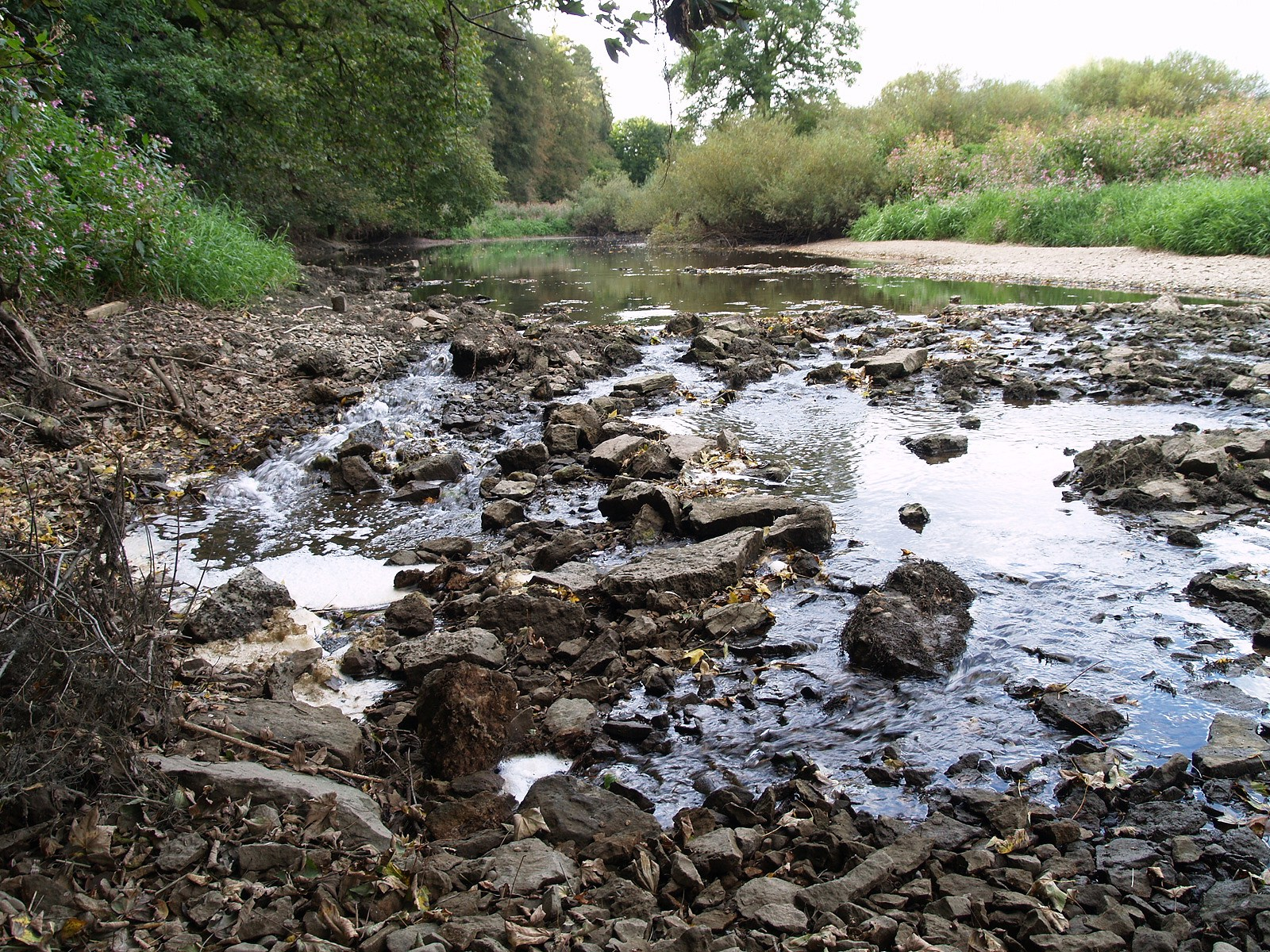
Schlucklöcher
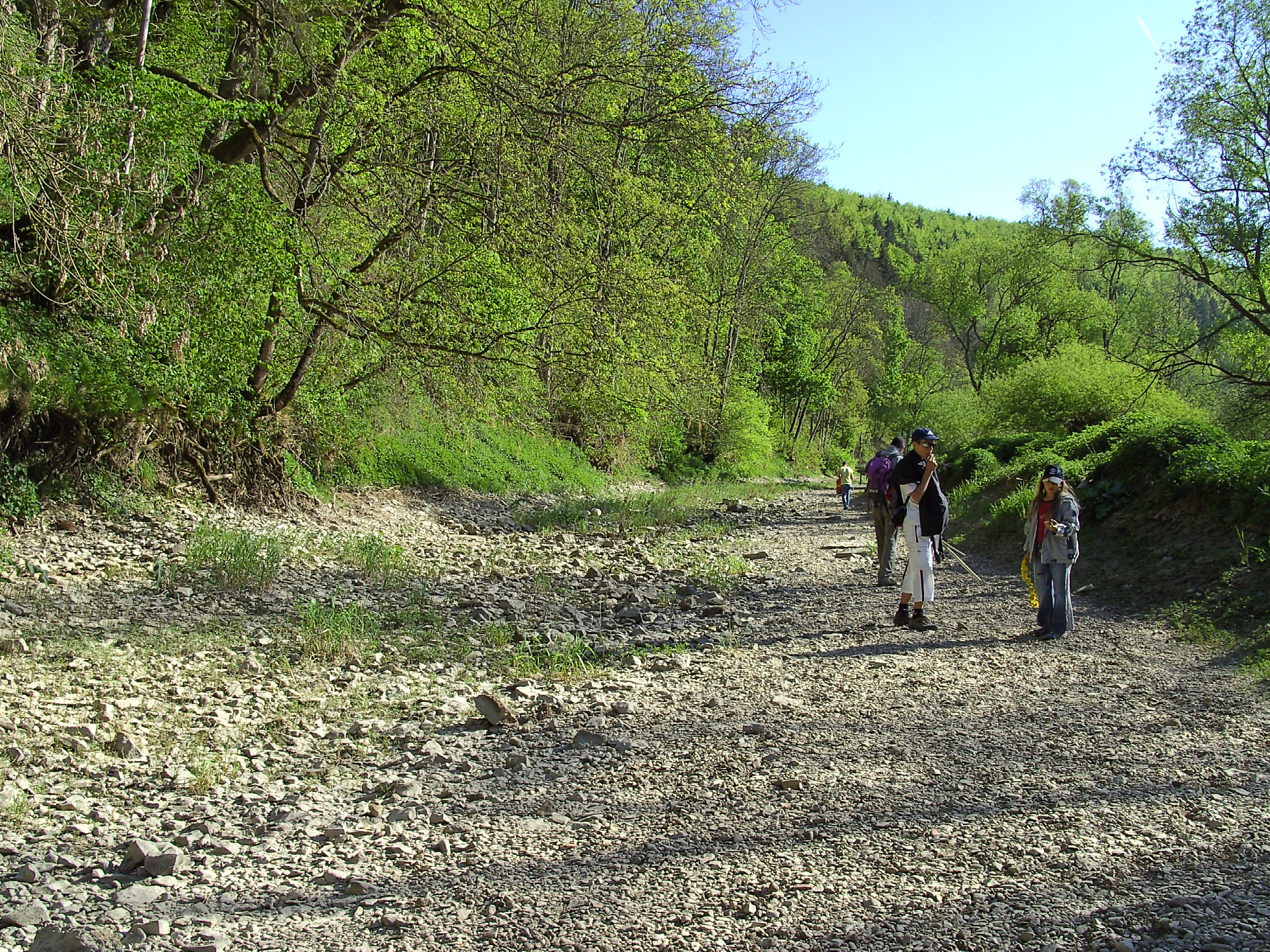
Trockenliegend
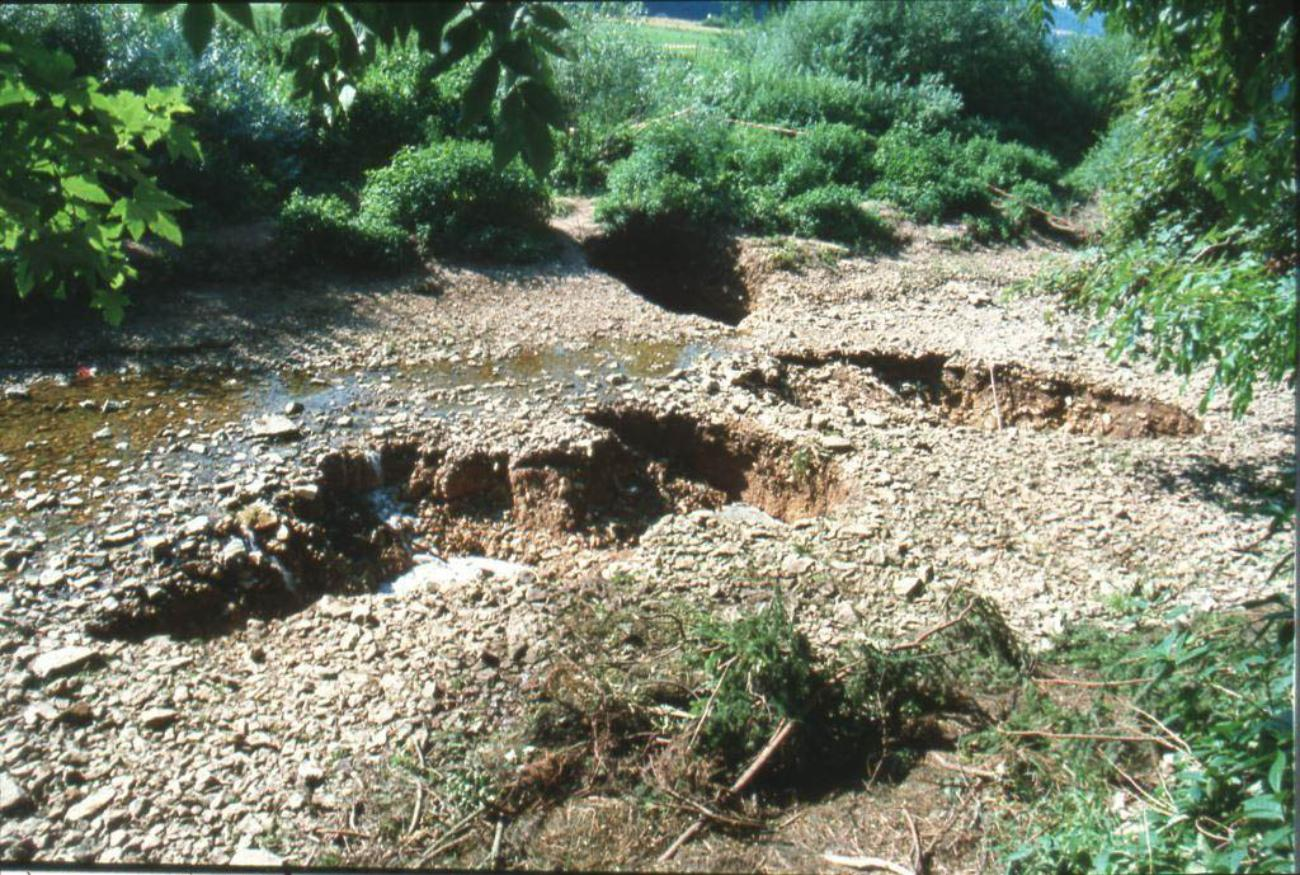
Einbruchsstelle 1994

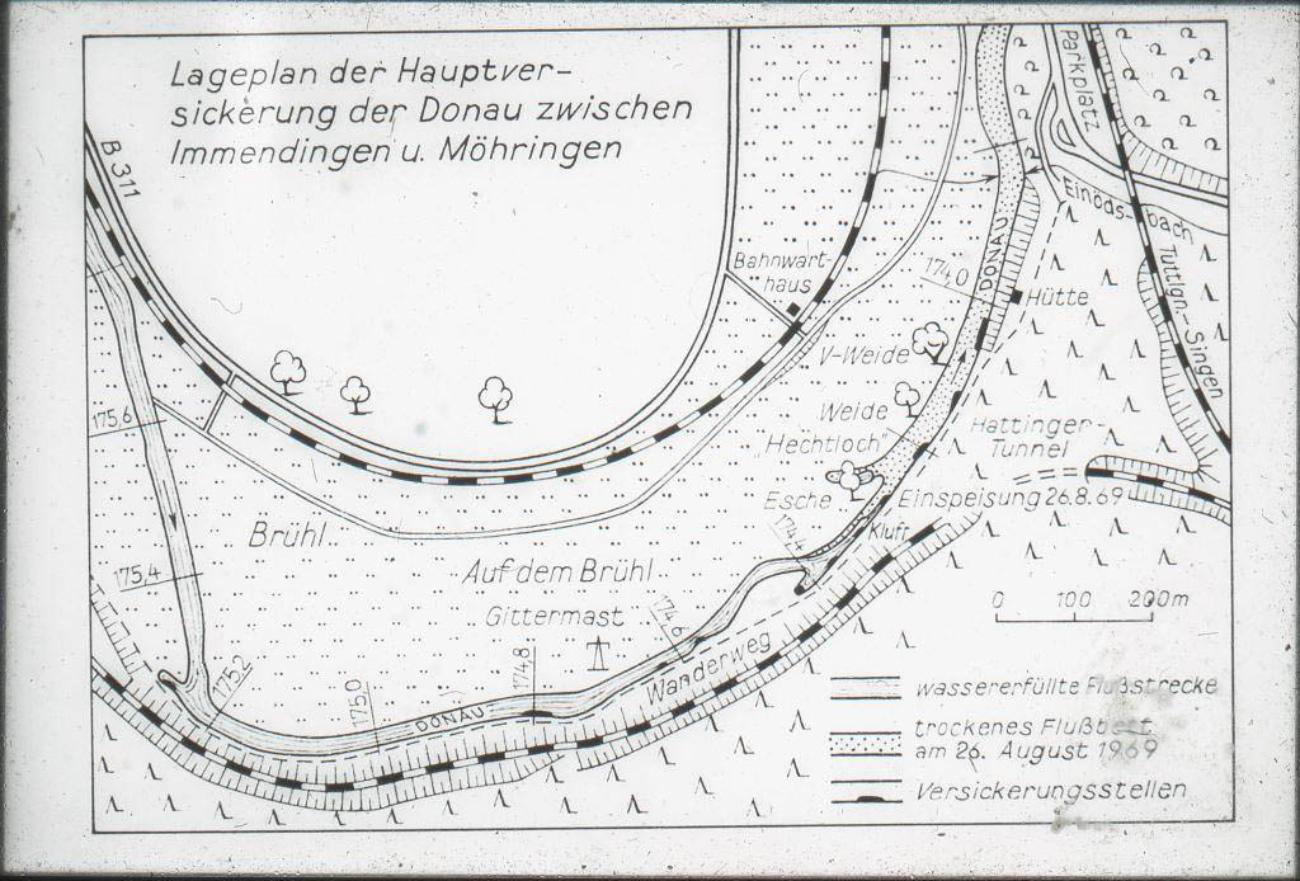
Hauptversinkungsstellen Brühl zwischen Immendingen und Möhringen

Die Hauptstellen der Donauversinkung liegen beim Gewann Auf dem Brühl im großen, nach Süden ausholenden Donaumäander zwischen Immendingen und Möhringen, an dessen Prallhang ebenfalls die Wohlgeschichtete Kalk-Formation aufgeschlossen ist. Die Versinkungsstellen liegen an einem rund 1,6 Kilometer langen Flussabschnitt zwischen den Donau-Kilometern 2754,4 ⊙ und 2752,8 ⊙.
Am Südufer der Donau führt ein Wanderweg vom Grillplatz Immendingen zu einem Parkplatz an der Straße Möhringen–Hattingen, von dem aus die Versinkung beobachtet werden kann. In Höhe des Parkplatzes kann die Donau in einer Furt gequert werden. Knapp oberhalb der Furt liegen im Flussbett Betonplatten, die Relikte früherer illegaler Abdichtungsversuche sind. Rund 250 Meter unterhalb der Furt liegen die Hattinger Löcher, an denen 1877 die ersten erfolgreichen Markierungsversuche durchgeführt wurden. Diese Schlucklöcher wurden später weitgehend zugeschottert.
1923 und 1994 brach das Flussbett am Brühl ähnlich einer Doline ein. Laut Ohren- und Augenzeugen waren die Einbrüche von brausendem Getöse oder gewaltigem Rauschen begleitet; zudem soll schlammiges Wasser mehrere Meter hochgeschossen sein. Der Einbruch von 1994 hatte anfänglich eine Tiefe von ungefähr 2,5 bis 3,5 Meter.
Im Mittel versickern im Brühl über 5 m³/s; im 20. Jahrhundert versank die Donau an durchschnittlich 141 Tagen im Jahr vollständig, so dass das Flussbett bis vor Möhringen trocken lag.
Seit 1972 kann Wasser der Donau über den Immendinger Stollen an den Versinkungsstellen am Brühl vorbeigeführt werden. Der Stollen zweigt unterhalb von Immendingen ab ⊙ und mündet oberhalb von Möhringen ⊙ wieder in die Donau.

### Fridingen

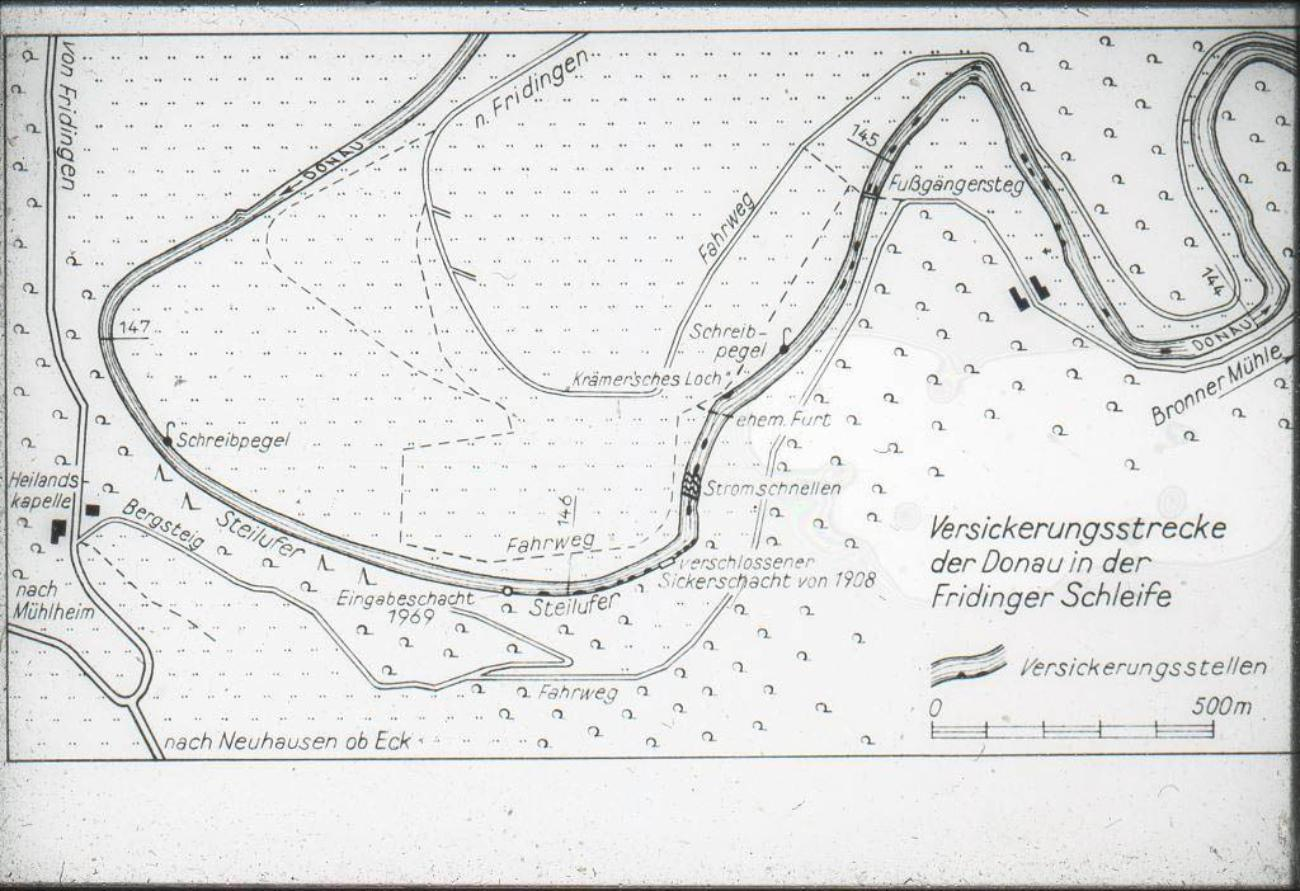
Versinkungsstellen in der Fridinger Schleife

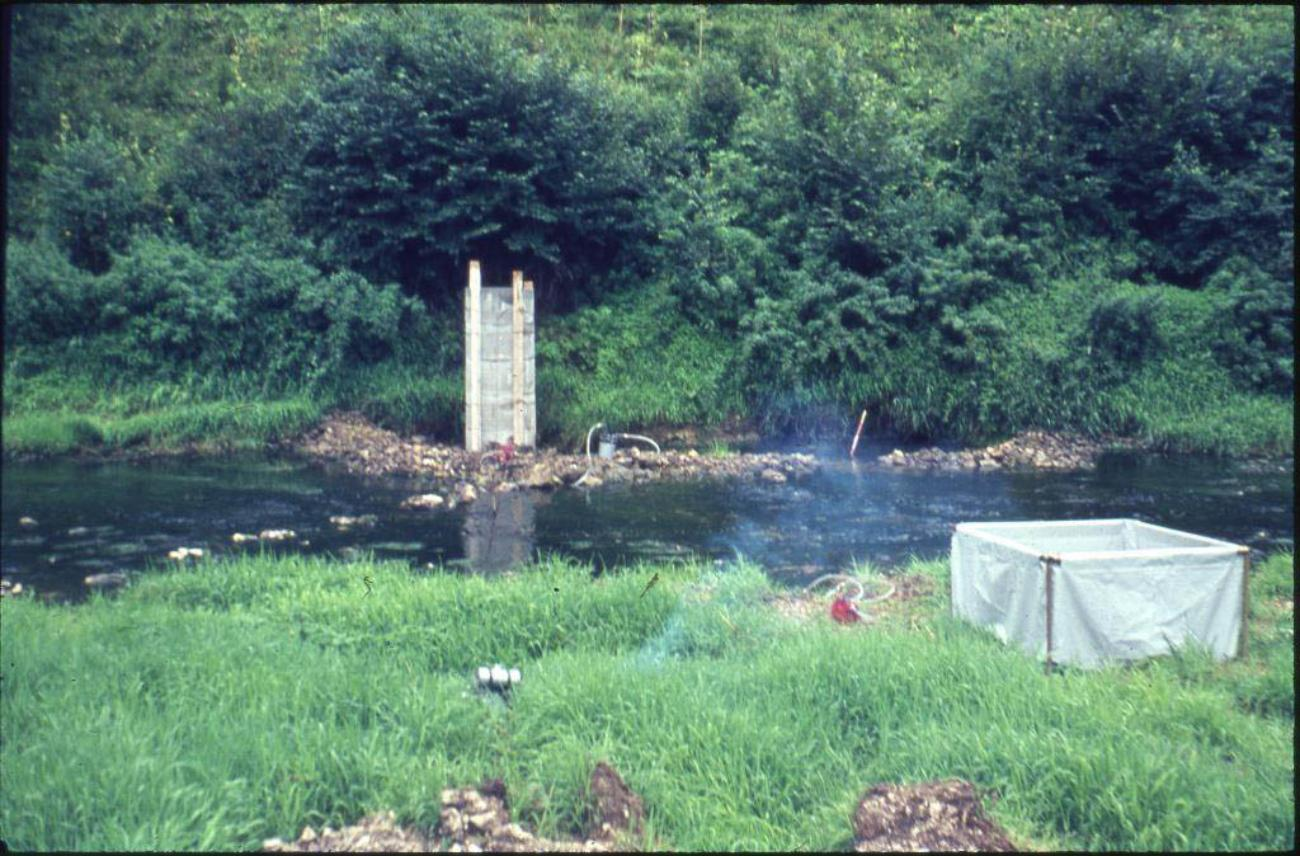
Markierungsversuch bei Fridingen 1969 mit einem Einspeiseschacht über einem Schluckloch, im Vordergrund Vorratsbehälter des Markierungsmittels (Foto: Werner Käß)

Die Fridinger Versinkungsstellen liegen zwischen den Donau-Kilometern 2725,3 ⊙ und 2724,6 ⊙ ganz im Süden der großen Flussschleife unterhalb der Stadt. Hier versinkt das Wasser in einer stratigraphisch höheren Schicht, der Unteren Massenkalk-Formation (Kimmerridge-Kalke), die an den Prallhängen ansteht.
Die Versinkungsstellen liegen unterhalb von Steilhängen und sind nur schwer zugänglich. Flussabwärts einer ehemaligen Furt liegt am linken Ufer das Krämer’sche Loch, benannt nach einem Kommerzienrat, der in Scheer die Wasserkraft der Donau nutzte, ein Flurstück erwarb und 1907 anfing, das dortige Schluckloch zu vermauern, ehe ihm dies von den Behörden untersagt wurde.
In Fridingen werden durchschnittlich 8 m³/s Wasser von der Donau abgeleitet ⊙, im Wasserkraftwerk Fridingen genutzt und unterhalb der Versinkungsstrecke wieder in die Donau eingeleitet ⊙. Bei Trockenwetterabfluss verbleibt in der Donau eine Restwassermenge. Im Mittel versickern bei Fridingen rund 0,1 m³/s.
Das Fridinger Kraftwerk wurde zwischen 1920 und 1922 erbaut. Bei gemeinsamen badisch-württembergischen Messungen zwischen August 1908 und Mai 1909 wurden folgende Versickerungsmengen festgestellt:
| Wasserführung             | Abfluss [m³/s] | Versickerung [m³/s] |
| ------------------------- | -------------- | ------------------- |
| Niedrigstes Niedrigwasser | 00,60          | 0,09                |
| Niedrigwasser             | 01,48          | 0,15                |
| Mittelwasser              | 05,85          | 0,27                |
| Hochwasser                | 27,80          | 0,80                |

### Weitere Versickerungen
Im Donauabschnitt zwischen Immendingen und Fridingen versickert in Teilbereichen Grundwasser in tiefere Schichten. Zwischen Immendingen und Tuttlingen liegt der Grundwasserspiegel zum Teil weit unterhalb des Wasserspiegels der Donau; in tiefere Baugruben eintretendes Wasser versickert rasch. Unterhalb von Tuttlingen stehen in Teilabschnitten des Donautals Schichten der Wohlgeschichteten Kalk-Formation an, auch hier kann Grundwasser in tiefere Schichten versickern.
„Höchst unwahrscheinlich“ sind weitere Versinkungsstellen an der Donau oberhalb von Immendingen, namentlich in Neudingen, Hintschingen und Zimmern, da dort Schwarzer oder Brauner Jura ansteht, der weitgehend wasserundurchlässig ist. Die Angaben stammen wohl aus Veröffentlichungen des Stuttgarter Geologen Karl Endriß. Eine Versinkungsstelle bei Zimmern war zeitweise in der Topographischen Karte eingetragen, wurde aber auf Veranlassung des Geologischen Landesamtes entfernt.
Eine ebenfalls von Endriß erwähnte Versinkungsstelle an der Breg bei Hüfingen gibt es dagegen; das dort im Oberen Muschelkalk versinkende Wasser fließt allerdings nicht zur Wutach und damit zum Rhein. Seit einem Markierungsversuch Anfang der 1970er Jahre ist bekannt, dass es im Ried südöstlich von Donaueschingen wieder zutage tritt.
Das einzigartige geologische Phänomen der Donauversickerung an der Oberen Donau wurde am 30. Oktober 2024 als 38. Geopoint des UNESCO Global Geoparks Schwäbische Alb ausgezeichnet.

## Donau-Aach-System

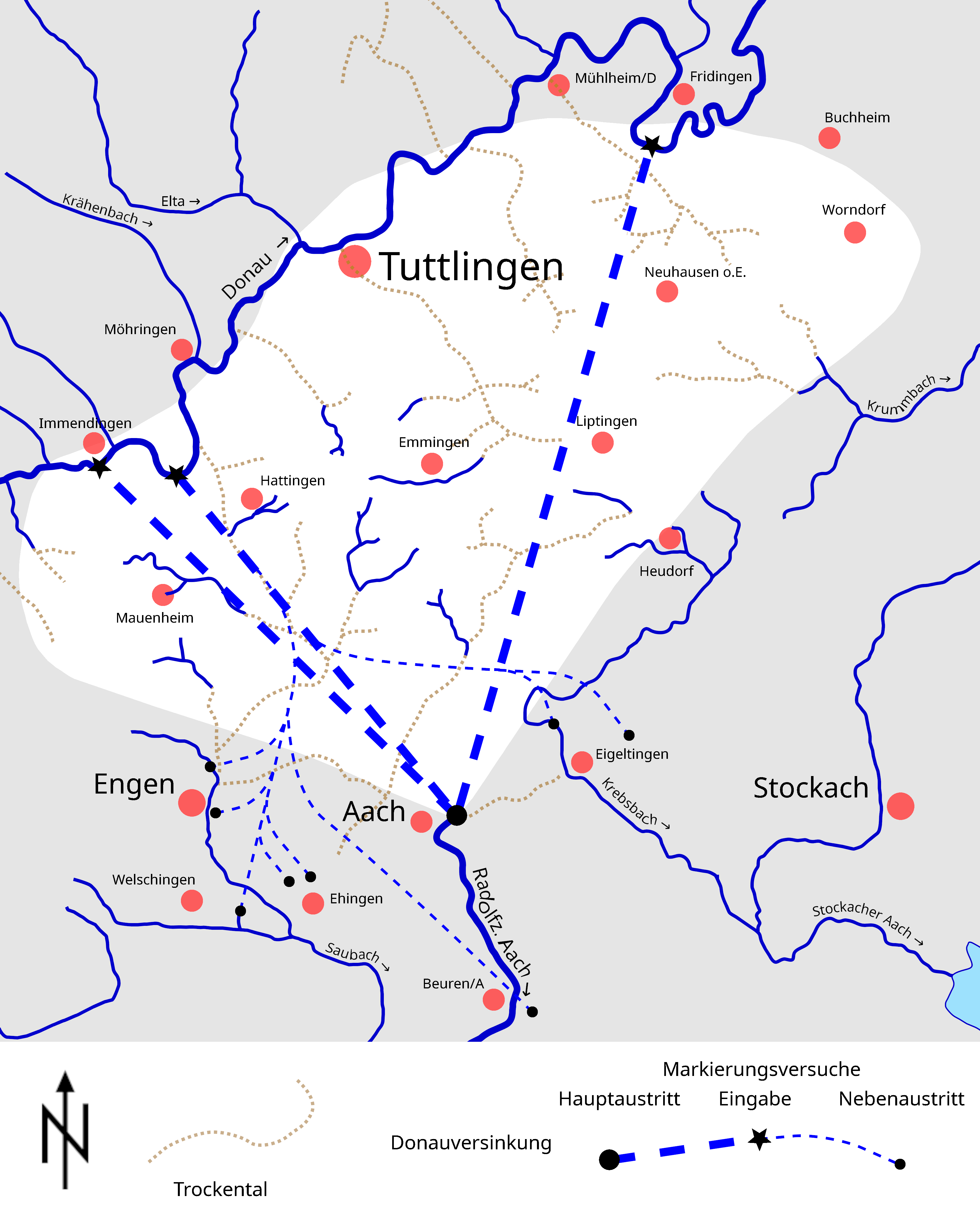
Einzugsgebiet des Aachtopfs, Markierungsversuche an der Donauversinkung mit Hauptaustritt am Aachtopf und Nebenaustritten im Raum Engen und bei Eigeltingen

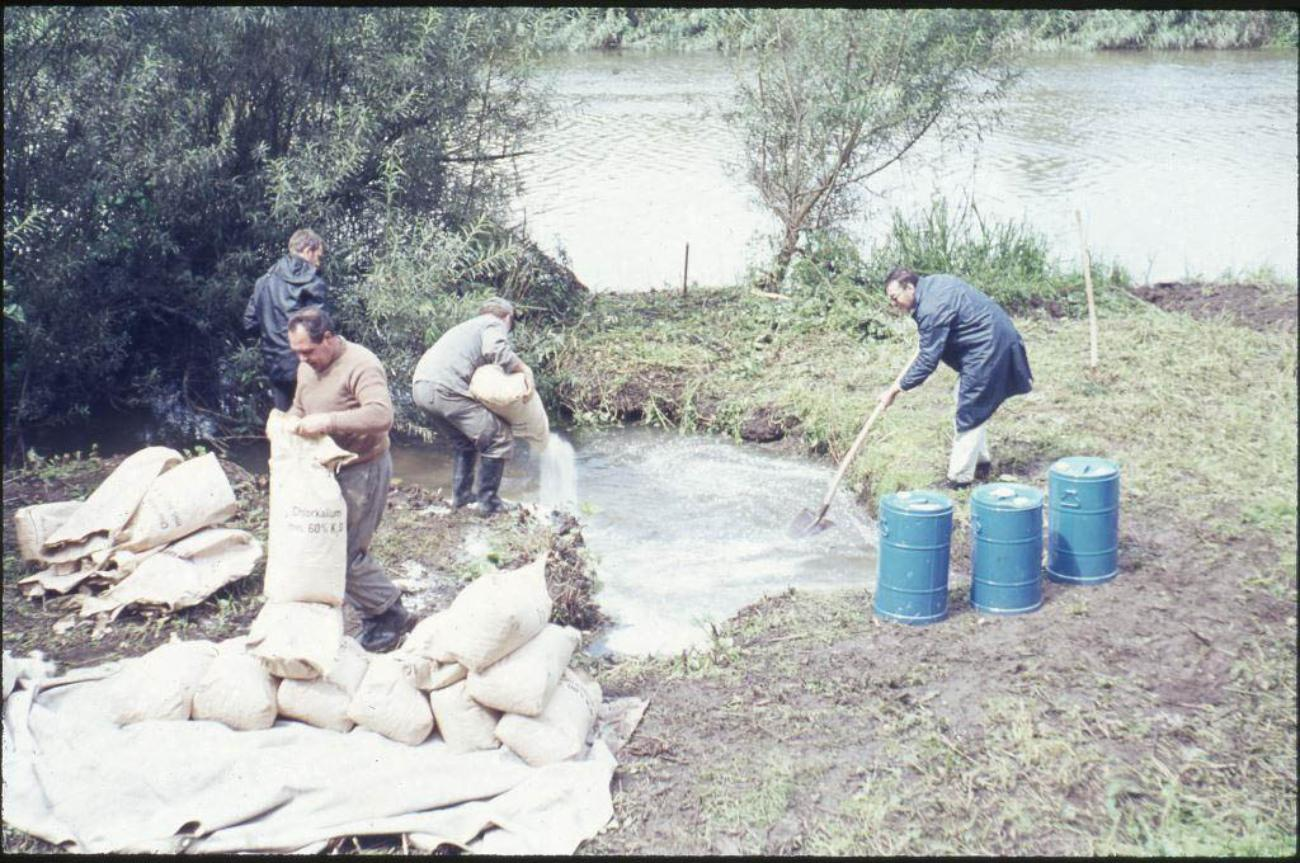
Markierungsversuch an der Hauptversickerungsstelle Brühl in den 1960er Jahren

Der weit überwiegende Teil des an der Donau versinkenden Wassers tritt im Aachtopf wieder zutage. Die Karstquelle ist der Ursprung der Radolfzeller Aach, die in den Untersee des Bodensees mündet. Damit unterquert das versinkende Wasser die europäische Hauptwasserscheide und fließt in das Einzugsgebiet des Rheins. Der Aachtopf ist mit rund 8.000 Liter pro Sekunde die mit Abstand größte Karstquelle Deutschlands; von den Versinkungsstellen an der Donau ist er zwischen 12 und 19 Kilometer entfernt. Zwischen der an der Donau versinkenden Wassermenge und der Schüttung der Aachquelle ist ein Zusammenhang erkennbar, allerdings lässt sich dieser Zusammenhang nicht in einer mathematischen Formel fassen.
Rund zwei Drittel des im Aachtopf zutage tretenden Wassers stammt von der Donau; der Rest kommt aus einem karsthydrologischen Einzugsgebiet, das zwischen 240 und 280 km² groß ist und vom Aachtopf bis zur Donau reicht.
Die Abflussbahnen von Immendingen und der Hauptversinkungsstelle Brühl sind vermutlich weitgehend identisch. Die durchschnittliche Abstandsgeschwindigkeit liegt bei 188 m/h bei einem Gefälle von 14,5 Promille. Für die Versinkung bei Fridingen beträgt die mittlere Abstandsgeschwindigkeit 146 m/h, das Gefälle 7,7 Promille. Da für alle Versinkungsstellen an der Donau mehrere Markierungsversuche durchgeführt worden sind, lässt sich erkennen, dass bei hohen Abflüssen die Fließgeschwindigkeit in den Karstwassergerinnen zunimmt.
Der genaue Verlauf der Karstwassergerinne zwischen den Versinkungsstellen und dem Aachtopf ist nicht bekannt. Im Einklang mit den Forschungsergebnissen steht die Vorstellung eines Systems erweiterter Spalten, gangförmiger Höhlen und senkrechter Schächte; letztere führen Wasser aus höheren Stockwerken oder von der Oberfläche zu. Dabei wird das gesamte Einzugsgebiet mehr oder weniger stark von Karstwassergerinnen durchzogen sein. Besonders günstige Voraussetzungen für die Entstehung von Karstwassergerinnen bestehen zwischen Immendingen und dem Aachtopf, da hier zahlreiche Verwerfungen mit herzynischer und rheinischer Streichrichtung vorhanden sind.
Die Schichten des Oberen Juras fallen mit rund 3 Prozent nach Süden bis Südosten ein, so dass der Aachtopf in einer stratigraphisch höheren Schicht liegt als alle Versinkungsstellen an der Donau. Auf dem Weg in die höhere Schicht muss das Wasser wenig wasserdurchlässige Mergelschichten überwinden, was sehr wahrscheinlich an Verwerfungen erfolgt.
Bei neueren Versuchen konnten Nebenaustritte von Markierungsmitteln an Quellen und Wasserfassungen im Umfeld des Aachtopfs nachgewiesen werden. Nebenaustritte wurden im Gebiet zwischen der Stadt Engen und der Gemeinde Beuren an der Aach festgestellt; die hier größte Quelle ist die Bleichequelle ⊙ mit einer mittleren Schüttung von 75 l/s (minimal 40, maximal 120 l/s). Das Wasser stammt zu etwa 60 Prozent aus dem Karst, der Rest aus dem dortigen Kies. Weitere Nebenaustritte liegen bei Eigeltingen, vor allem im Krebsbachtal nördlich des Ortes.

## Vollversickerungstage

Vollversickerungstage pro Kalenderjahr zwischen 1883 und 2019 und zehnjähriger gleitender Mittelwert

Für die Unterlieger an der Donau besonders problematisch sind die sogenannten Vollversickerungstage, bei denen der Donauabfluss unterhalb der Versickerung Brühl nur noch minimal ist. Der erste dokumentierte Vollversickerungstag war 1874, ein Maximum war zwischen 1942 und 1951 mit durchschnittlich 209 Tagen im Jahr erreicht. Danach ging die Zahl der Vollversickerungstage zurück, erreichte zwischen 1992 und 2001 mit durchschnittlich 109 Tagen ein Minimum und stieg danach wieder an. Die bislang längste Periode mit durchgehender Vollversickerung war zwischen dem 11. März 1921 und dem 1. Januar 1922 (297 Tage); mit 309 Tagen war 1921 das Jahr mit den meisten Vollversickerungstagen. Die Menge des versickernden Wassers kann nicht direkt gemessen werden; möglich sind Berechnungen aus Pegeln oberhalb von Immendingen und unterhalb von Brühl.
Der Rückgang der Versickerung in der zweiten Hälfte des 20. Jahrhunderts ist überraschend, da bei fortschreitender Verkarstung eine stetige Zunahme zu erwarten ist. Das Wasser löst in den Karstwassergerinnen jährlich einige 1000 m³ Kalkstein auf. Als mögliche Ursachen für den Rückgang werden Klimaveränderungen, zunehmende Versiegelung der Landschaft sowie die Verkrautung der Donau durch die damals erhebliche Gewässerverschmutzung, insbesondere den hohen Phosphatgehalt, genannt. Zudem könnte die Durchlässigkeit des unterirdischen Hohlraumsystems durch Sedimentation herabgesetzt worden sein.

## Geschichte

### Nutzungskonflikte zwischen Aach- und Donauanliegern
Als erste Erwähnung der Donauversinkung gilt ein Bericht des Möhringer Obervogts an den Landgraf von Fürstenberg von 1705, in dem die Verstopfung der Schlucklöcher erwähnt wird und darauf aufmerksam gemacht wird, dass ein Umleitungsgraben um die Versinkungsstellen gebaut werden könne. Offenbar war es bis in die Mitte des 19. Jahrhunderts üblich, dass Wasserkraftnutzer an der Donau Schlucklöcher verstopften, kleine Dämme um die Löcher bauten und Kies- oder Sandbänke beiseite räumten, um den Abfluss donauabwärts zu verstärken.
An der Radolfzeller Aach gewann die Nutzung der Wasserkraft im Zuge der aufkommenden Industrialisierung an Bedeutung. Im Vergleich zu anderen Flüssen der Region war die Wasserführung der Aach deutlich ausgeglichener; ihr Abflussverhalten wurde maßgeblich von der Schüttung des Aachtopfs geprägt. 1834 wurde die spätere Baumwoll-Spinn- und Weberei Arlen (BSWA) gegründet, die in Arlen die Wasserkraft der Aach nutzte. Zur Absicherung ihrer Interessen kaufte die BSWA 1854 die Donaumühle in Möhringen. 1855 untersagte das Bezirksamt Engen Veränderungen an den Schlucklöchern. Nachdem Unterlieger an der Donau Einspruch erhoben hatten, bestätigten vorgesetzte Behörden das Verbot. Ungeachtet dessen wurden weiterhin nachts heimlich Schlucklöcher verstopft, wie Berichte aus den Jahren 1868, 1871 oder 1882 bezeugen. Zeitweise wurden die Versinkungsstellen durch Gendarmen bewacht.
Zum Zeitpunkt des Verbots 1855 war der Zusammenhang zwischen Donauversinkung und Aachtopf eine reine Vermutung, die erstmals 1719 von Friedrich Wilhelm Breuninger in seiner Veröffentlichung über die Quellen der Donau geäußert worden war. Breuninger kannte die Versinkungsstellen am Brühl und beschrieb die Auflösung des Kalks durch das Wasser. Dem Karlsruher Geologen Adolph Knop gelang 1877 der Nachweis, dass das Wasser aus der Donauversinkung im Aachtopf wieder zutage tritt. Knop führte den ersten erfolgreichen Markierungsversuch im Donau-Aach-Gebiet durch, bei dem er Schieferöl, Steinsalz und Fluorescein einsetzte.

### Kontroverse zwischen Baden und Württemberg
Mit der ersten Vollversickerung 1874 weitete sich der Konflikt zu einer heftigen politischen, publizistischen, fachwissenschaftlichen und juristischen Kontroverse zwischen Baden und Württemberg aus. Die Hauptversinkungsstellen am Brühl lagen ebenso wie der gesamte Lauf der Radolfzeller Aach in Baden. Zwischen Möhringen und Tuttlingen querte die Grenze zwischen Baden und Württemberg die Donau. Unterhalb von Tuttlingen wechselten sich Württemberg, Baden und die zu Preußen gehörenden Hohenzollernschen Lande als Flussanlieger ab, ehe die Donau unterhalb von Sigmaringen endgültig nach Württemberg floss. In etlichen Noten wies Württemberg auf die wirtschaftlichen, gesundheitlichen und hygienischen Folgen des fehlenden Wassers insbesondere für die Stadt Tuttlingen hin, während Baden auf die Interessen der Aachanlieger verwies und ein Eingreifen zusagte, falls die Versickerung stärker werden sollte. Eine Einigung über den Vorschlag Württembergs, 250 Liter pro Sekunde um die Versinkungsstellen am Brühl herum zu leiten, kam nicht zustande. Nach 1900 war die Donauversinkung auch mehrfach Thema in beiden Landtagen.
Bei den Konflikten spielten die Fridinger Versinkungsstellen in Württemberg anfänglich keine Rolle. 1907 unternahm der Fabrikant Krämer den Versuch, das nach ihm benannte Schluckloch zu verstopfen; im gleichen Jahr wurde durch einen Markierungsversuch erstmals nachgewiesen, dass auch das bei Fridingen versinkende Wasser zum Aachtopf fließt. Damit besaß Württemberg ein Kompensationsobjekt. Dem Plan, am Brühl Wasser umzuleiten und dies über Fridingen zum Aachtopf fließen zu lassen, stimmten beide Regierungen zu, allerdings bestand Uneinigkeit über die Entschädigung der Aachanlieger, auch bestanden Zweifel an der technischen Machbarkeit. Im Januar 1914 schlug Württemberg vor, den Streitfall dem Bundesrat oder einem Schiedsgericht vorzulegen; bis zum Anfang des Ersten Weltkriegs gab es keine Einigung in Detailfragen.
Zwischen 1905 und 1926 wurden mehrere Projekte vorgestellt, die das Gefälle von rund 175 Metern zwischen der Hauptversinkungsstelle an der Donau und dem Aachtopf zur Gewinnung von Elektrizität nutzen wollten. Die Projekte sahen eine Ableitung eines Teils des Donauwassers von einer Stelle zwischen Hausen und Immendingen vor; über Stollen und Freispiegelkanäle sollte das Wasser zu einer Stelle an der Radolfzeller Aach zwischen dem Aachtopf und Hausen fließen. Zur Stromerzeugung sollten ein oder mehrere Kraftwerke gebaut werden; zum Teil war auch die Errichtung von Ausgleichsbecken vorgesehen. Obwohl die lebhaft diskutierten Pläne wahrscheinlich rentabel waren, unterblieb eine Realisierung wegen fehlender Finanzmittel und dem Streit der Flussanlieger.
Die neue, nach der Novemberrevolution demokratisch legitimierte Regierung Württembergs erhob 1921 deutlich weitergehende Forderungen: Baden solle eine geordnete Flusspflege betreiben, sämtliche Schlucklöcher verschließen und das Immendinger Wehr zurückbauen; eine Entschädigung der Aachanlieger sei allenfalls aus Billigkeitsgründen möglich. Ein gemeinsamer Ausschuss von Baden und Württemberg brachte bis 1924 keine Lösung. In den 1920er Jahren wurde der zuvor strittige Anstieg der Vollversickerungstage statistisch erkennbar. 1923 ging das Wasserkraftwerk Fridingen in Betrieb, das den dortigen Versinkungsstellen Wasser entzog. Baden forderte die Wiederherstellung der vorherigen Verhältnisse.

### Donauversinkungsfall vor dem Staatsgerichtshof
Im Juni 1925 erhob Württemberg vor dem Staatsgerichtshof für das Deutsche Reich Klage gegen Baden, der sich im Juni 1926 Preußen anschloss. Württemberg forderte die Beseitigung des Immendinger Wehrs und die Entfernung von Hindernissen im Flussbett am Brühl, zudem solle Baden für ein gleichmäßiges Flussbett sorgen. Baden forderte die Abweisung der Klage und die Wiederherstellung der Verhältnisse in Fridingen.
Aus juristischer Sicht war die Donauversinkung schwierig zu beurteilen. Es war umstritten, welches Recht angewandt werden muss; auch war unklar, inwieweit es sich um einen natürlichen Vorgang handelte und ob Baden durch aktives Tun oder Unterlassen die Versinkung gefördert hatte.
Im Juni 1927 entschied der Staatsgerichtshof, dass das Völkerrecht in gewissem Umfang auch auf das Verhältnis zwischen deutschen Ländern anwendbar sei; es bestehe ein Gebot gegenseitiger Rücksichtnahme. Die Donauversinkung stufte das Gericht als natürlichen Vorgang ein, den Württemberg hinzunehmen hätte. Baden sei verpflichtet, die Vermehrung der Versinkung durch das Wehr in Immendingen und die Kiesbänke am Brühl zu beseitigen; Württemberg sei verpflichtet, die Verminderung der Versinkung in Fridingen durch das Kraftwerk und den Verschluss von Schlucklöchern zu beseitigen.
Nachdem eine vom Gericht angeregte gütliche Einigung nicht zustande gekommen war, bestellte das Gericht 1929 den Leiter der Thüringischen Anstalt für Gewässerkunde als Sachverständigen. Ein erstes, 1931 fertiggestelltes Gutachten stieß auf erhebliche Kritik Badens. Als im September 1933 das Schlussgutachten vorgelegt wurde, existierte der Staatsgerichtshof infolge der Machtübertragung an die Nationalsozialisten nicht mehr.
Das nationalsozialistische Regime erklärte in einem Erlass vom März 1934 den Reichsminister für Ernährung und Landwirtschaft für zuständig für den Streit um die Donauversinkung, durch den Übergang der Hoheitsrechte der Länder an das Reich handele es sich um Meinungsverschiedenheiten von Reichsstellen. Das im Januar 1937 beschlossene Donau-Aach-Gesetz gab dem Reichsminister weitgehende Handlungsfreiheit. Der Zweite Weltkrieg unterbrach 1939 die Auseinandersetzungen.

### Umleitung durch den Immendinger Stollen
Nach der Bildung des Bundeslandes Baden-Württemberg 1952 wurde 1955 mit Arbeiten zur Abdichtung der Immendinger Versickerungsstellen begonnen. Rechtsgrundlage war das Donau-Aach-Gesetz. Die Arbeiten wurden nach vehementen Protesten von Aachanliegern eingestellt.
Die zunehmende Gewässerverschmutzung, ein massenhaftes Fischsterben im Oktober 1959 sowie der Bau der Tuttlinger Kläranlage führten dazu, dass die Pläne zum Bau einer Umleitung in Form des Immendinger Stollens verwirklicht wurden. Dabei sollte das in der Donau verbleibende Wasser über die Versickerungsstellen bei Fridingen weiterhin der Radolfzeller Aach zufließen. Der 1972 in Betrieb genommene Stollen wird gemäß den Vorgaben aus der Planfeststellung genutzt, um bei Niedrigwasser zwischen April und November Wasser um die Versinkungsstellen am Brühl zu leiten. Nach Daten von 2010 beträgt der Abfluss durch den Stollen im langjährigen Mittel 0,15 m³/s.
Nach einer wasserrechtlichen Erlaubnis vom März 1981 dürfen zusätzlich 2 m³/s umgeleitet werden, um bei Niedrigwasser die Entnahme von Donauwasser durch die Landeswasserversorgung bei Leipheim unterhalb von Ulm auszugleichen. Dabei darf nicht umgeleitet werden, wenn der Abfluss am Aachtopf 1,3 m³/s unterschreitet. Hintergrund der Regelung ist ein Staatsvertrag zwischen Bayern und Baden-Württemberg. Seit einer Änderung des Staatsvertrags 1980 soll das benötigte Wasser durch die Umgehung der Donauversickerung bereitgestellt werden. Klagen von Aachanliegern und eines Naturschutzverbandes gegen die wasserrechtliche Erlaubnis blieben erfolglos. Bis 2020 wurde noch kein Wasser zugunsten der Landeswasserversorgung umgeleitet.

## Ausblick
Die Urdonau entstand im Obermiozän (vor 5–8 Millionen Jahren), als sich durch die Hebung des Südschwarzwaldes und des Tafeljuras die vorherige Fließrichtung umdrehte. Anfänglich hatte die Donau bei Tuttlingen ein Einzugsgebiet von etwa 20.000 km². Im mittleren Pliozän (vor 3–4 Millionen Jahren) wurde die Aare nach Westen abgelenkt; das Einzugsgebiet bei Tuttlingen reduzierte sich auf rund 3.600 km². Am Ende der Würmeiszeit vor rund 20.000 Jahren zapfte die Wutach die Feldbergdonau an; die Wutachschlucht ist heute am Anzapfungsknie rund 160 Meter eingetieft. Heute ist das Donaueinzugsgebiet bei Tuttlingen 894 km² groß.
In geologisch absehbarer Zeit wird die aus dem Schwarzwald kommende Donau vollständig dem Rhein zufließen. Möglich ist die Entstehung einer in den Hegau führenden Schlucht ähnlich der des Flusses Reka in Slowenien. Oberster Zufluss der Donau wäre dann der bei Möhringen mündende Krähenbach. In der ferneren Zukunft wird auch bei Fridingen Vollversinkung eintreten; der Donauursprung wird dann bei Beuron liegen.